# NGC 121
NGC 121 est un amas globulaire situé dans le Petit Nuage de Magellan.
L'astronome britannique John Herschel l'a découvert en 1835. 

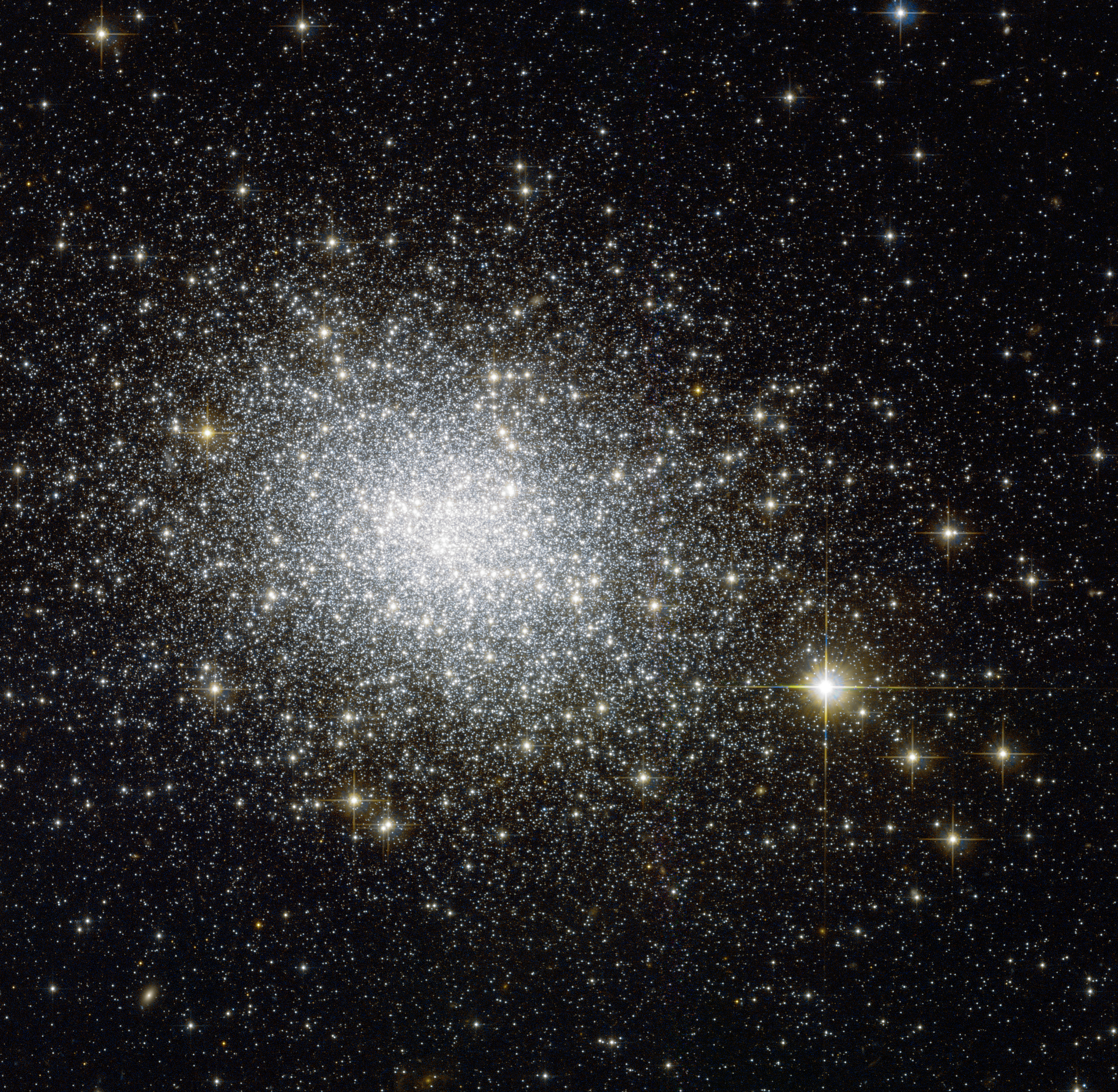
NGC 121 par le télescope spatial Hubble.